# العلاقات الإريترية القطرية
العلاقات الإريترية القطرية هي العلاقات الثنائية التي تجمع بين إريتريا وقطر.

## مقارنة بين البلدين
هذه مقارنة عامة ومرجعية للدولتين:
| وجه المقارنة                                              | إريتريا                                      | قطر           |
| --------------------------------------------------------- | -------------------------------------------- | ------------- |
| المساحة (كم2)                                             | 117.60 ألف                                   | 11.44 ألف     |
| عدد السكان (نسمة)                                         | 6.33 مليون                                   | 2.64 مليون    |
| الكثافة السكانية (ن./كم²)                                 | 53.83                                        | 230.77        |
| العاصمة                                                   | أسمرة                                        | الدوحة        |
| اللغة الرسمية                                             | اللغة التغرينية، اللغة العربية، لغة إنجليزية | اللغة العربية |
| العملة                                                    | ناكفا                                        | ريال قطري     |
| الناتج المحلي الإجمالي (بليون دولار)                      | 2.61 مليار                                   | 167.61 مليار  |
| الناتج المحلي الإجمالي (تعادل القوة الشرائية) بليون دولار |                                              | 316.40 مليار  |
| الناتج المحلي الإجمالي الاسمي للفرد دولار أمريكي          |                                              | 73.65 ألف     |
| الناتج المحلي الإجمالي للفرد دولار أمريكي                 |                                              | 141.54 ألف    |
| مؤشر التنمية البشرية                                      | 0.391                                        | 0.850         |
| رمز المكالمات الدولي                                      | +291                                         | +974          |
| رمز الإنترنت                                              | .er                                          | .qa           |
| المنطقة الزمنية                                           | ت ع م+03:00                                  | ت ع م+03:00   |

## منظمات دولية مشتركة
يشترك البلدان في عضوية مجموعة من المنظمات الدولية، منها:
| علم المنظمة | اسم المنظمة                        | تاريخ انضمام إريتريا | تاريخ انضمام قطر |
| ----------- | ---------------------------------- | -------------------- | ---------------- |
|             | مؤسسة التمويل الدولية              | 11 أكتوبر 1995       | 11 أكتوبر 2008   |
|             | منظمة حظر الأسلحة الكيميائية       | ?                    | ?                |
|             | يونسكو                             | 2 سبتمبر 1993        | 27 يناير 1972    |
|             | الاتحاد الدولي للاتصالات           | 6 أغسطس 1993         | 27 مارس 1973     |
|             | الأمم المتحدة                      | 28 مايو 1993         | 21 سبتمبر 1971   |
|             | منظمة الشرطة الجنائية الدولية      | ?                    | ?                |
|             | البنك الدولي للإنشاء والتعمير      | 6 يوليو 1994         | 25 سبتمبر 1972   |
|             | الاتحاد البريدي العالمي            | ?                    | ?                |
|             | وكالة ضمان الاستثمار متعدد الأطراف | 10 سبتمبر 1996       | 22 أكتوبر 1996   |

## وصلات خارجية
- موقع وزارة الخارجية القطرية